# 荆州市人民政府
荆州市人民政府（简称荆州市政府），是中华人民共和国湖北省荆州市的行政管理机关。

## 历史沿革
1994年，撤销原荆州地区（荆州地区行政公署）、沙市市（沙市市人民政府）、江陵县（江陵县人民政府），设立荆沙市（地级），荆沙市人民政府驻新设立的沙市区北京路。1995年6月，召开荆沙市人民代表大会第一次会议，选举产生荆沙市第一届人民代表大会常务委员会以及荆沙市人民政府市长、副市长。
1996年，荆沙市更名为荆州市，荆沙市人民政府随之更名为荆州市人民政府。

## 机构设置
根据2019年《荆州市机构改革方案》，荆州市人民政府设置33个工作部门：
政府工作部门
- 荆州市人民政府办公室（荆州市重大政府投资项目建设领导小组办公室）
- 荆州市发展和改革委员会（荆州市粮食局、荆州市铁路航空综合协调办公室）
- 荆州市教育局
- 荆州市科学技术局
- 荆州市经济和信息化局
- 荆州市民族宗教事务委员会
- 荆州市公安局
- 荆州市民政局
- 荆州市司法局
- 荆州市财政局
- 荆州市人力资源和社会保障局
- 荆州市自然资源和规划局（荆州市林业局）
- 荆州市生态环境局
- 荆州市住房和城乡建设局（荆州市历史文化名城保护建设委员会办公室）
- 荆州市交通运输局
- 荆州市水利和湖泊局（荆州市河湖长制办公室）
- 荆州市农业农村局
- 荆州市商务局
- 荆州市文化和旅游局（荆州市广播电视局、荆州市体育局、荆州市文物局）
- 荆州市卫生健康委员会
- 荆州市退役军人事务局
- 荆州市应急管理局
- 荆州市审计局
- 荆州市人民政府国有资产监督管理委员会
- 荆州市市场监督管理局（荆州市知识产权局）
- 荆州市统计局
- 荆州市医疗保障局
- 荆州市人民防空办公室
- 荆州市人民政府研究室
- 荆州市人民政府扶贫开发办公室
- 荆州市城市管理执法委员会
- 荆州市地方金融工作局（荆州市人民政府金融领导小组办公室）
- 荆州市政务服务和大数据管理局（荆州市公共资源交易监督管理局）

派出机构
- 荆州经济技术开发区管理委员会

## 历任领导
第五届人大期间
- 任期：2017年1月[3]－
- 市长：杨智 → 崔永辉（2017年5月当选，2020年7月辞任）
- 副市长：钟芝清（2019年4月29日辞任）、黄庭松、傅志峰（2019年4月29日辞任）、向斌、邓应军、孙玉秋、唐炜（2018年6月28日，挂职两年）、蒋鸿（2019年4月29日－2020年7月10日）、李水彬（2020年1月8日－2020年7月10日）、黄镇（2020年1月8日任）
- 秘书长：陈斌

第四届人大期间
- 任期：2011年2月[4]－2017年1月
- 市长：李建明 → 杨智（2016年1月当选）
- 副市长：李江汉、朱惠民、吴方军、刘曾君、李国斌、曾庆祝、徐朝平、黄庭松（2016年4月27日－）、吕晓华（2013年12月31日[5]－2016年）、姚晓燕（2013年2月20日－2014年1月23日[6]）、曹松（2012年10月31日[7]－2016年8月31日）
- 秘书长：王守卫 → 肖夕映（2012年3月－2014年2月28日） → 陈斌

历任市长、代市长列表
- 李迎伟（2024年11月16日－）
- 周志红（2020年12月24日－2024年10月19日）
- 崔永辉（2017年5月19日[8]－2020年7月10日[9]）
- 杨智（2016年1月22日[10]－2017年5月12日[11]）
- 李建明（2011年2月16日[12]－2015年7月9日）
- 王祥喜（2007年3月3日－2010年6月7日）
- 应代明（2003年4月－2006年6月29日[13]）
- 李春明（2000年11月－2002年12月）
- 徐松南（1998年12月－2000年11月）
- 王平（1996年－1998年）
- 张道恒（1994年－1996年）